# Ashampoo UnInstaller
Ashampoo UnInstaller — умовно-безплатна утиліта, що відстежує і реєструє зміни, які вносять інсталяційні програми, що дозволяє при необхідності коректного — тобто повністю видалити непотрібну програму. Програма була створена німецької компанією «Ashampoo».
Утиліта не є кросплатформним програмним забезпеченням і працює тільки на комп'ютерах під управлінням операційної системи Microsoft Windows.

## Опис
Програма відстежує і реєструє зміни, які вносять інсталяційні програми, що дозволяє при необхідності коректно — тобто повністю — видалити непотрібну програму. Позитивною якістю є те, що UnInstaller видаляє не тільки ті програми, що були відмоніторені, але і шляхом аналізу деінсталює програми, моніторинг яких не проводився. Окрім своєї основної функції, програма здатна видаляти дублікати і тимчасові файли, управляти встановленими в систему шрифтами і робити знімки системи, причому всі дії виконуються за допомогою наочних і зрозумілих Майстрів.
Спеціально для боротьби з неправильними інсталяціями програма Ashampoo Uninstaller забезпечена резидентом, що автоматично завантажується, який стежить за тим, щоб що-небудь не інсталювали без нього. Правда, модуль цей здатний розпізнати інсталяцію, що почалася, тільки якщо запущений файл setup.exe або install.exe, у решті випадків реакції на подію не відбувається. Зате якщо вже ви запустили setup, то резидент реагує негайно. Він блокує продовження установки і просить дозволити йому зберегти конфігурацію ключів реєстру, файлової системи і ряду інших параметрів. Все це тут же записується в спеціальну балку-файл. Після завершення такого бекапа інсталяція може бути продовжена.

## Можливості програми
- Відстежування встановлених програм автоматично і вручну;
- Повне видалення програм, без залишення слідів;
- Підтримка функції «Drag — and — Drop»;
- Пошук і видалення файлів-дублікатів;
- Пошук і видалення тимчасових файлів;
- Пошук і видалення порожніх тек;
- Інструмент очищення меню «Пуск»;
- Управління системними службами Windows;
- Управління надбудовами Internet Explorer;
- Створення резервної копії файлів;
- У програму знову включений менеджер шрифтів;
- Потужніше чищення інтернет-сміття, з підтримкою браузеру Mozilla Firefox;
- Перевірка записів в реєстрі про встановлене ПЗ;
- Чищення системного реєстру;
- Дефрагментація жорсткого диска;
- Управління точками відновлення;
- Повна підтримка Windows Vista;
- Набагато зручніший призначений для користувача інтерфейс.

## Вимоги

### Операційна система
- Windows ® XP,
- Windows Vista ® (32/64),
- Windows ® 7 (32/64),
- Windows ® 8 (32/64).

### Комп'ютер
Будь-який комп'ютер, на якому одна із зазначених вище операційних систем працює на розумній швидкості.

### Оперативна пам'ять (ОЗУ)
Об'єм пам'яті не має особливого значння для даної програми. Ми посилаємося на рекомендації використовуваної операційної системи від Microsoft.

### Місце на диску
55 МБ для файлів програми, а також деяке додаткове місце для файлів резервних копій.

### Інше
Для використання програми потрібні повні права адміністратора.